# Winterville (Georgia)
Winterville è una città degli Stati Uniti d'America, situata in Georgia, nella Contea di Clarke.